# You Can't Do That on Stage Anymore, Vol. 4
You Can't Do That on Stage Anymore, Vol. 4 dvostruki je uživo album američkog glazbenika Franka Zappe, koji izlazi u lipnju 1991.g. Materijal na albumu sniman je 1969. i 1988. godine.

## Popis pjesama
Sve pjesme napisao je Frank Zappa, osim gdje drugačije naznačeno.

### Disk 1
1. "Little Rubber Girl" (Zappa, Denny Walley)
  - Uvod skladbe snimljen u "Bismarck Theater", Chicago, Illinois 23. studenog 1984.; a skladba je snimljena u "The Palladium", New York City 31. listopada 1979.
2. "Stick Together"
  - Queen Elizabeth Theatre, Vancouver, British Columbia, Studeni 1984.
3. "My Guitar Wants to Kill Your Mama"
  - Universal Amphitheater, Universal City, California 23. prosinca 1984.
4. "Willie the Pimp"
  - Universal Amphitheater, Universal City, California 23. prosinca 1984.
5. "Montana"
  - The Roxy Theatre, Los Angeles 8. prosinca 1973. i Universal Amphitheater, Universal City, California 23. prosinca 1984.
6. "Brown Moses"
  - Universal Amphitheater, Universal City, California 23. prosinca 1984.
7. "The Evil Prince"
  - Queen Elizabeth Theatre, Vancouver 18. prosinca 1984.; samo solo na gitari: Hammersmith Odeon, London 24. rujna 1984.
8. "Approximate"
  - Stadio Communale, Pistoia, Italy 8. srpnja 1982.
9. "Love of My Life"
  - Mudd Club, New York City 8. svibnja 1980.
10. "Let's Move to Cleveland" (solos, 1984.) (obradio Archie Shepp)
  - Fine Arts Center Concert Hall, Amherst, Massachusetts 28. listopada 1984.
11. "You Call That Music?"
  - McMillin Theater, Columbia University, New York City 14. veljače 1969.
12. "Pound for a Brown" (solos, 1978.)
  - The Palladium, New York City 28. listopada 1978.
13. "The Black Page" (1984 version)
  - Queen Elizabeth Theatre, Vancouver 18. prosinca 1984.;
samo solo na gitari: The Pier, New York City 26. kolovoza 1984.
14. "Take Me Out to the Ball Game" (Jack Norworth, Albert Von Tilzer)
  - Pabellón de los Deportes de La Casilla, Bilbao, Spain 13. svibnja 1988.
15. "Filthy Habits"
  - Pabellón de los Deportes de La Casilla, Bilbao, Spain 13. svibnja 1988. i
Le Summum, Grenoble, France 19. svibnja 1988.
16. "The Torture Never Stops" (original verzija)
  - Armadillo World Headquarters, Austin, Texas 21. svibnja 1975.

### Disk 2
1. "Church Chat"
  - Parc des Expositions, Metz, France 22. lipnja 1982.
2. "Stevie's Spanking"
  - Ex Mattatorio do Testaccio, Rome, Italy 9. srpnja 1982.
3. "Outside Now"
  - Tower Theater, Upper Darby Township, Pennsylvania 10. studenog, 1984.
4. "Disco Boy"
  - Olympiahalle, Munich, Germany 26. lipnja, 1982.
5. "Teen-Age Wind"
  - Olympiahalle, Munich, Germany 26. lipnja, 1982.
6. "Truck Driver Divorce"
  - Hammersmith Odeon, London 24. rujna 1984. i Paramount Theatre, Seattle, Washington 17. prosinca 1984.; samo solo na gitari: Olympiahalle, Munich, Germany 26. lipnja 1982.
7. "Florentine Pogen"
  - Kulttuuritalo, Helsinki, Finland 22. rujna, 1974. i Hammersmith Odeon, London, England 18. veljače 1979.
8. "Tiny Sick Tears"
  - The Factory, The Bronx, New York City 13. veljače, 1969.
9. "Smell My Beard" (George Duke, Zappa)
  - Capitol Theatre, Passaic, New Jersey 8. studenog, 1974.
10. "The Booger Man" (Duke, Napoleon Brock, Zappa)
  - Capitol Theatre, Passaic, New Jersey 8. studenog, 1974.
11. "Carolina Hard-Core Ecstasy"
  - Paramount Theatre, Seattle, Washington 17. prosinca 1984.
12. "Are You Upset?"
  - Fillmore East, New York City 21. veljače 1969.
13. "Little Girl of Mine" (Morris Levy, Herbert Cox)
  - Detroit, Michigan 24. kolovoza 1984.
14. "The Closer You Are" (Earl Lewis, Morgan Robinson)
  - Bayfront Center Arena, St. Petersburg, Florida 1. prosinca 1984. i Detroit, Michigan 24. kolovoza 1984.
15. "Johnny Darling" (Louis Statton, Johnny Statton)
  - Detroit, Michigan 24. kolovoza 1984.
16. "No, No Cherry" (L. Caesar, J. Gray)
  - Detroit, Michigan 24. kolovoza 1984.
17. "The Man from Utopia" (Donald Woods, Doris Woods)
  - Stadio Comunale, Pistoia, Italy 8. srpnja 1982.
18. "Mary Lou" (Obie Jessie)
  - Stadio Comunale, Pistoia, Italy 8. srpnja 1982.

## Vanjske poveznice
- Informacije na Lyricsu
- Detalji o izlasku albuma